# Стейдел, Чарльз
Чарльз Стейдел (англ. Charles C. Steidel, 14 октября 1962, Итака, Нью-Йорк) — американский астроном, профессор астрономии в Калифорнийском технологическом институте.

## Биография
Окончил Принстонский университет по специальности астрофизика, докторскую диссертацию по астрономии защитил в Калифорнийском технологическом институте в 1990 году.
С 7 ноября 1987 года женат на Саре Гойт.

## Награды
- 1997 — Премия Хелены Уорнер
- 2002 — Стипендия МакАртура
- 2010 — Премия Грубера по космологии за революционные исследования наиболее отдаленных галактик вселенной

## Труды
- «The Structure and Kinematics of the Circum-Galactic Medium from Far-UV Spectra of z~2-3 Galaxies», «Cosmology and Extragalactic Astrophysics», Authors: C. C. Steidel, D. K. Erb, A. E. Shapley, M. Pettini, N. A. Reddy, M. Bogosavljević, G. C. Rudie, O. Rakic